# جائزة إيطاليا الكبرى للدراجات النارية 2018
جائزة إيطاليا الكبرى للدراجات النارية 2018 هو سباق دراجات نارية أقيم بتاريخ 3 يونيو 2018 في حلبة موجيلو، إيطاليا. كان الجولة السادسة من أصل 19 في سباق الجائزة الكبرى للدراجات النارية موسم 2018. فاز خورخي لورنزو بفئة الموتو جي بي بينما جاء أندريا دوفيزيوسو في المركز الثاني وحصل على المركز الثالث فالنتينو روسي. فاز بفئة الموتو 2 ميغيل أوليفيرا بينما فاز بفئة الموتو 3 الإسباني خورخي مارتين.